# Syndicat National de l'Édition Phonographique
O Syndicat National de l'Édition Phonographique (traduzido do francês, "Sindicato Nacional da Edição Fonográfica") é a parada musical oficial da França e também faz parte do ramo fonográfico do país. A organização foi criada em 1922 e conta, atualmente, com 48 empresas afiliadas. Também trabalha concedendo certificações por vendas de gravação musical de prata, ouro e platina.